# Zannichellia
Genre
Classification APG II (2003)
Zannichellia est un genre de plantes monocotylédones de la famille des Potamogetonaceae (classification phylogénétique), à répartition subcosmopolite, qui comprend  selon certains auteurs six espèces groupées en deux sections, nommément Zannichellia palustris L., Zannichellia pedunculata Reichenb. et Zannichellia major Boenn (sect. Zannichellia), et Zannichellia obtusifolia Talavera, García & Smit, Zannichellia contorta (Desf.) Chamisso & Schlecht. et Zannichellia peltata Bertol. (sect. Monopus Graebner), mais un plus grand nombre d'espèces ont été décrites.
Ce sont des plantes herbacées, annuelles ou pérennes, aquatiques, monoïques, qui vivent dans les eaux douces ou salines. Ces plantes, aux feuilles filiformes et aux fleurs minuscules, sont adaptées à une vie submergée, y compris avec une pollinisation dans l'eau

## Étymologie
Le nom générique, Zannichiella, est un hommage de Linné au botaniste et pharmacologue italien Giovanni Girolamo Zannichelli.

## Taxinomie
Le genre Zannichellia a été décrit en premier par Linné et publié en 1753 dans son Species plantarum 2: 969. 
Précédemment classé dans la famille des Zannichelliaceae, ce genre est désormais rattaché à la  famille des Potamogetonaceae dans la classification phylogénétique.

### Liste des sous-espèces et espèces
Selon World Checklist of Selected Plant Families (WCSP) (18 juillet 2021) :
- Zannichellia andina Holm-Niels. & R.R.Haynes (1985)
- Zannichellia aschersoniana Graebn. (1907)
- Zannichellia contorta (Desf.) Cham. (1827)
- Zannichellia obtusifolia Talavera, García-Mur. & H.Smit (1986)
- Zannichellia palustris L. (1753)
  - Zannichellia palustris subsp. major (Hartm.) Ooststr. & Reichg. (1964)
  - Zannichellia palustris subsp. palustris
  - Zannichellia palustris subsp. pedicellata (Rosén & Wahlenb.) Arcang. (1882)
- Zannichellia peltata Bertol. (1854)

Selon Tropicos (18 juillet 2021) (Attention liste brute contenant possiblement des synonymes) :
- Zannichellia aculeata Schur
- Zannichellia andina Holm-Niels. & R.R. Haynes
- Zannichellia aschersoniana Graebn.
- Zannichellia brachystemon J. Gay ex Reut.
- Zannichellia clausii Tzvelev
- Zannichellia contorta Cham.
- Zannichellia cothenetii P. Fourn.
- Zannichellia cyclostigma Clavaud
- Zannichellia cylindrocarpa Körn. ex Müll. Stuttg.
- Zannichellia dentata Willd.
- Zannichellia digyna J. Gay ex Bréb.
- Zannichellia echinata Lojac.
- Zannichellia gibberosa Rchb.
- Zannichellia indica Morong
- Zannichellia intermedia Torr.
- Zannichellia komarovii Tzvelev
- Zannichellia laevis C. Presl
- Zannichellia lingulata Clavaud
- Zannichellia macrostemon J. Gay ex Willk. & Lange
- Zannichellia major Boenn.
- Zannichellia marina Nielsen
- Zannichellia maritima Nolte
- Zannichellia melitensis Brullo, Giusso & Lanfr.
- Zannichellia obtusifolia
- Zannichellia palustris L.
- Zannichellia pedicellata (Wahlenb. & Rosen) Fr.
- Zannichellia pedunculata Rchb.
- Zannichellia peltata Bertol.
- Zannichellia polycarpa Nolte
- Zannichellia preissii Lehm.
- Zannichellia prodanii Serb.
- Zannichellia pumila Le Gall
- Zannichellia qinghaiensis Y.D. Chen
- Zannichellia radicans Wallman
- Zannichellia repens Boenn.
- Zannichellia rosenii Wallman
- Zannichellia stylaris C. Presl
- Zannichellia subulata Lojac.
- Zannichellia tenuis Reut.
- Zannichellia tuberosa Lour.
- Zannichellia vaginalis Delile ex Kunth

### Synonymes
Selon BioLib (18 juillet 2021) : 
- Pelta Dulac
- Pseudalthenia (Graebn.) Nakai
- Vleisia Toml. & Posl.